# Wolodyslaw Fedorowytsch

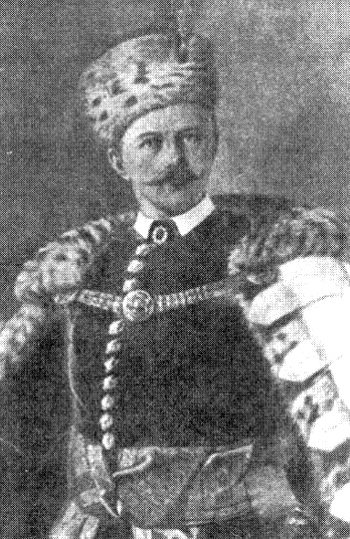
Wolodyslaw Fedorowytsch

Wolodyslaw Iwanowytsch Fedorowytsch (ukrainisch Володислав Іванович Федорович, * 26. Mai 1845 in Bilyniwka, Bezirk Skałat, Galizien, Kaisertum Österreich; † 22. Dezember 1917 in Kiew, Ukrainische Volksrepublik) war ein ukrainischer Magnat, Mäzen, Kunstsammler und Politiker.

## Biografie
1864 schloss er das Gymnasium in Ternopil ab. 1866 schrieb er sich an der Universität Wien ein. Zwei Jahre später ging er für zwei Jahre nach Paris, wo er an der Universität von Paris studierte. Nach dem Tod seines Vaters 1871 wurde er Alleinerbe und kaufte mehrere Anwesen. Von 1873 bis 1877 war er der Vorsitzende der Proswita. 1876 spendete er 12.000 Gulden an die Proswita, da ein polnischer Landtagsabgeordneter die Unterstützung für die Organisation ablehnte.
In Towste kümmerte er sich darum, ein Postamt, einen Telegrafen, einen österreichischen Gendarmerieposten, und ein Finanzkommissariat zur Verfügung zu stellen. 1879 ließ er eine Ziegelmühle und einen separaten Kanal zur Wasserversorgung von Mühlen bauen. Fedorowytsch gehörte der Regionalkommission für die Entwicklung des Kunsthandwerks in Ostgalizien an und kümmerte sich um die Gründung einer Regionalschule, die die Tätigkeit der Handwerksbetriebe etwas wiederbelebte. Von 1879 bis 1882 war er Abgeordneter des Reichsrats. 1885 war er Teil einer galizisch-ruthenischen Deputation, die bei Kaiser Franz Joseph I. gegen die jesuitische Reform des Basilianerordens protestierte. Im Sommer 1887 organisierte Fedorowytsch im Zuge des Besuchs Kronprinz Rudolfs in Ternopil eine ethnografische Ausstellung, in der Werke der Volkskunst Galiziens ausgestellt wurden. 1894 gründete er den ukrainischen Pavillon auf der Nationalausstellung in Lwiw.
In Wikno gründete er eine Teppichknüpfschule. In diesem Dorf ließ er ein weiteres Anwesen bauen und erweiterte dort die Kunstsammlung, die sein Vater zu sammeln begonnen hatte. Sie enthielt 300 Gemälde der italienischen und flämischen Schule des 16.–17. Jahrhunderts. Neben Gemälden und Zeichnungen sammelte Fedorowytsch auch Miniaturen, Keramik, Porzellan verschiedener Fabriken, antike ukrainische Kelims, polnische und östliche Waffen, archäologische und geologische Exponate und etwa 15.000 Dokumente, die bis ins 15. Jahrhundert zurückreichten. Die Bibliothek verfügte über etwa 20.000 Bände.
1902 wurde Fedorowytsch zum lebenslangen Mitglied des Herrenhauses ernannt. Während des Ersten Weltkriegs wurde sein Anwesen in Wikno im Juli 1917 von russischen Soldaten geplündert und niedergebrannt. Er entkam, indem er sich als Bauer verkleidete. Die Dorfbewohner konnten einige der Kulturgüter retten. Er reiste ab, um in Kiew und Petrograd Gerechtigkeit bei russischen Regierungsbeamten zu suchen. Nach der Oktoberrevolution kehrte er nach Kiew zurück. Dort erkrankte er und verstarb.

## Nachwirkungen
Um die Galizier zu ermutigen, benannten die Deutschen während der Besatzung 1943 eine Straße in Lwiw nach Fedorowytsch. 1944 benannten die Sowjets die Straße wieder um. Im Januar 2022 wurde in Wikno ein nach Fedorowytsch benanntes Museum eröffnet.